# ALCO Century 420
Az ALCO Century 420 egy 4 tengelyes dízel-elektromos 2000 lóerős (1,5 MW) tolatómozdony. Összesen 131 db-ot gyártott belőle az ALCO 1963 júniusa és 1968 augusztusa között. Az ALCO a C420 mozdonyt a korábbi ALCO RS-32 modell kiváltására gyártotta.